# 北区立稲付中学校

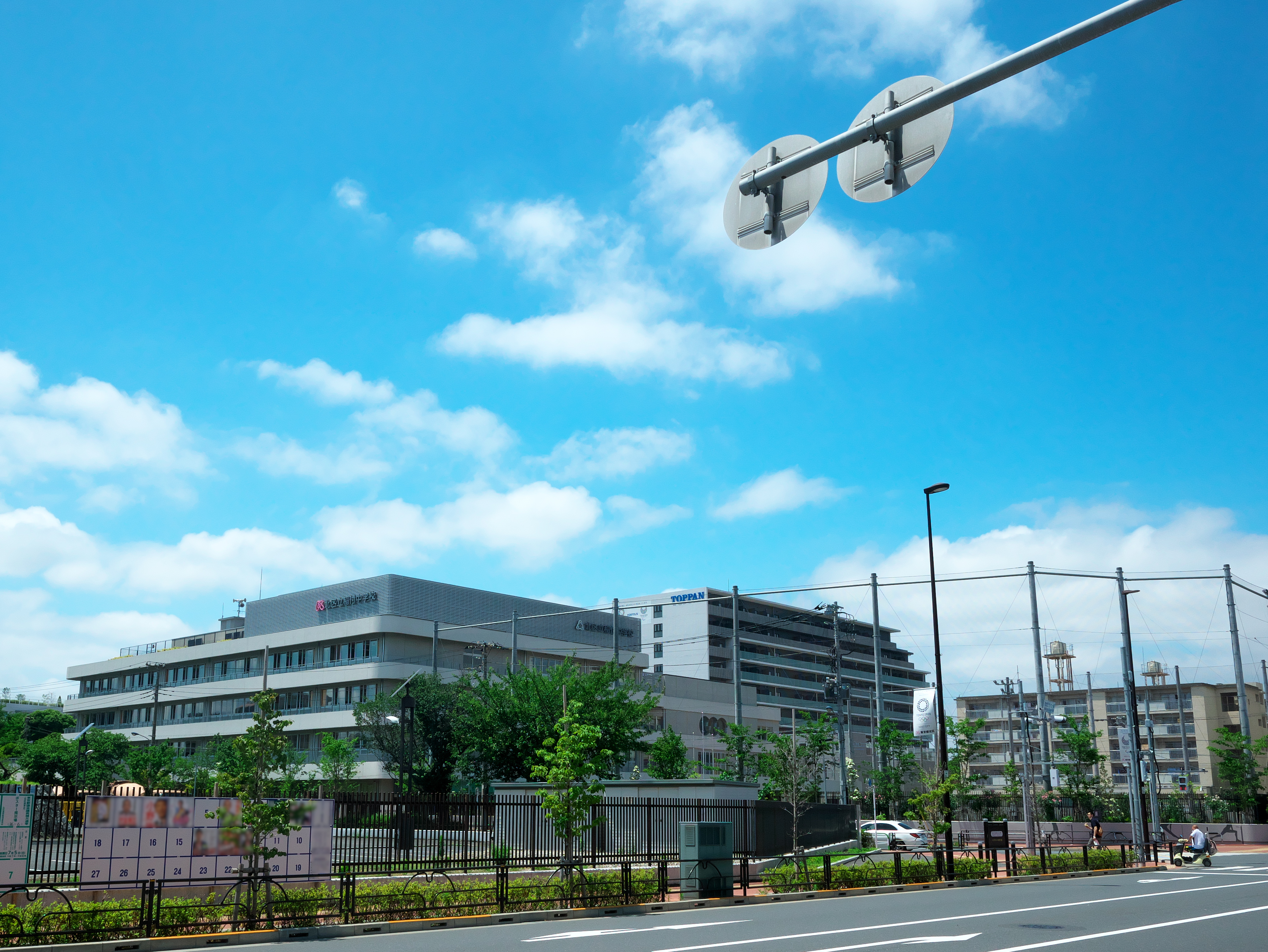
遠景（2020年）

北区立稲付中学校（きたくりつ いなつけちゅうがっこう）は、東京都北区赤羽西六丁目にある公立中学校。JR赤羽駅の南西約1.4kmに位置する。

## 概要
2014年（平成26年）6月1日現在の生徒数は、15学級394人（特別支援学級含む）。
味の素ナショナルトレーニングセンターが隣接しており、JOCエリートアカデミーに在籍する中学生も稲付中学校に通学する。校地周辺は味の素フィールド西が丘や国立スポーツ科学センターなどのスポーツ関連施設、赤羽自然観察公園や東京都立赤羽北桜高等学校などの教育施設が集積し、そのほかは住宅地となっている。商業施設や娯楽施設はない。
近隣にオリンピック日本代表が練習するスポーツ施設が立地することから、日本オリンピック委員会（JOC）の協力を得て、オリンピック選手が講師を務める「オリンピック教室」を開講している。2011年（平成23年）には宮下純一（競泳）と荻原次晴（スキー）が来校し、講師を務めた。2024年パリオリンピックでは、稲付中の卒業生から5人のメダリストが生まれた。
また地域交流行事として、地元の「稲付（いなつけ）餅つき唄保存会」の協力を得て、毎年1月下旬から2月上旬に「餅つき大会」を開催している。

### 校章・校歌
校章は1947年（昭和22年）に制定され、当時の教諭である小林修によって制作された。中央に「中」の字を稲の葉で表現し、その周囲に学区内の名所である桜並木の桜を配し、外側に「稲付の稲穂」を置いたものである。
校歌は1951年（昭和26年）2月28日に制定された。作曲は国民体育大会歌「若い力」の作曲で知られる高田信一、作詞は当時の教諭であった福田正夫。歌詞には学区内にある桜並木と稲付城址、校訓と富士山を盛り込んでいる。

### 校名について
校名の「稲付」は「いなつけ」と読む。校歌でも校名は「いなつけ」と歌われている。
「稲付」とは学区である赤羽西・西が丘の旧地名であり、洪水で稲がこの地の崖下に流れついたことに由来する。。中世の稲付には太田道灌が江戸城の出城として稲付城を築いたと伝えられるが、稲付城を道灌が築いたという確証はない。
「稲付」の読みは、地元では本来「いねつけ」と呼ばれていたが、1932年（昭和7年）の官報で読みが「いなつけ」と記載されて「いなつけ」に変更された経緯があり、住民の中には地名を「いねつけ」と読むべきという意見もある。また「稲付餅つき唄保存会」のように読みを「いなつけ」とする住民組織もある。

## 沿革

### 開校
1947年（昭和22年）4月1日、北区立稲付中学校が創立。同年5月5日に開校式と入学式を挙行し、最初の生徒367人が入学した。授業を開始したのは5月16日である。創立当初は稲田小学校から9教室を借用して授業を行ったが、教室には机すらなく床に座ってみかん箱を机替わりにし、雨漏りが激しく雨が強くなると授業を打ち切って下校させるなど、恵まれない環境だった。5月17日には当時の教諭のデザインによる校章が制定された。
1948年（昭和23年）4月7日、新入生の入学に伴い、稲田小学校からの借用教室を13に増やすとともに、清水小学校からも4教室を借り、2年生の一部は清水小学校から借用した教室へ通学することとなった。同年5月15日、それまで「奨学会」と称していた組織を「PTA」に改称した。
1949年（昭和24年）3月17日に新校舎の起工式が執り行われ、同年7月15日に落成式が行われた。校舎の建設場所は現校地と同じである（当時の住所表記は北区稲付島下町1-1）。
1950年（昭和25年）4月13日には6教室の増築工事の起工式を行い、同年7月17日に増築校舎が完成したことで、清水小学校へ通っていた2年生が本校へ通学できるようになった。さらに同年11月3日には「姥が橋分校」の建設に着手、翌1951年（昭和26年）9月8日に落成式を挙行し、稲田小学校へ通学していた1年生が姥が橋分校へ通学するようになった。
姥が橋分校は1952年（昭和27年）4月1日に姥が橋中学校として独立した。姥が橋中学校は後に改称し、北区立富士見中学校となる。富士見中学校は2008年（平成20年）4月1日に十条中学校と統合し、北区立十条富士見中学校となった。

### 1950 - 1960年代
1953年（昭和28年）5月1日に生徒会が発足。同年10月6日には校舎増築起工式を行い、1954年（昭和29年）3月11日に落成式を迎えた。翌1955年（昭和30年）10月25日には4教室の増築と講堂の新築工事が始まり、1956年（昭和31年）4月28日に完成した。
1957年（昭和32年）12月25日、3階建ての鉄筋校舎の建設工事が始まった。校舎建設工事は4期に分けて行われ、第1期は1958年（昭和33年）7月31日に完了し即日第2期を開始、1959年（昭和34年）3月14日に完了、第3期は1960年（昭和35年）8月14日に始まり1961年（昭和36年）6月6日の落成式で終了した。第3期工事の際に木造校舎は校庭の南西へ移動させた。
第3期と第4期の間には1966年（昭和41年）のプール建設（5月14日に開始、8月6日に落成式開催）と木造校舎の取り壊し、1967年（昭和42年）2月20日の給食室と体育倉庫の完成、同年8月21日の残っていた木造校舎の撤去があった。またプールの完成に伴い、1966年（昭和41年）9月9日に北区中学校水泳大会が開催された。
学校給食については、1964年（昭和39年）11月19日からアメリカ合衆国の援助を受けてミルク給食が始まっていたが、1967年（昭和42年）の給食室の完成に伴い、同年3月22日に完全給食が開始された。
第4期工事は、1968年（昭和43年）4月26日の校舎引き渡しにより完了した。4期に渡る校舎整備の後も施設整備は続き、1969年（昭和44年）3月8日には体育館の修祓式が、同年5月31日には落成式が執り行われた。

### 1980 - 1990年代
その後、1983年（昭和58年）には3月31日に技術室・家庭科室・LL教室から成る特別教室が完成し、同年9月14日には渡り廊下、同年10月4日にLL機器、11月10日に防球ネットが設置された。
学校施設の整備が一通り完了すると、その後は既存施設の改修が行われるようになる。まず1984年（昭和59年）3月8日にプールの改修が完了、同年中に校舎の大規模改修工事も完了した。
1990年（平成2年）7月15日には体育館の改修工事に着手、翌1991年（平成3年）11月16日に落成式が行われた。5日後の11月21日にはパソコン室が完成した。1992年（平成4年）には9月5日に校庭の改修工事が始まり、10月6日に裏門と倉庫が完成、12月5日には略式「校庭開き」が行われ、12月28日には夜間照明の工事が終了した。ただし、実際に運用を開始したのは翌1993年（平成5年）4月12日の夜間照明点灯式以降である。
この間、1992年（平成4年）9月12日から学校週5日制が導入されている。1993年（平成5年）9月13日より選択教科が2年生に導入され、翌1994年（平成6年）4月18日には日本語適応指導教室を設けた。
1995年（平成7年）から校舎内部改造工事を開始。1997年（平成9年）11月1日に創立50周年記念式典と祝賀会が催された。1999年（平成11年）に耐震工事が完了した。

### 2000年代以降
2008年（平成20年）、学区内にあるナショナルスポーツセンターにJOCエリートアカデミーが設立され、アカデミーの生徒は稲付中学校に通学することになった。そのため有望選手の新生活を取材しようとテレビ局の取材からの取材依頼が殺到したが、JOCの報道ガイドラインが固まっていなかったことから、校内での撮影は断った。JOCエリートアカデミーの生徒の入学により、アカデミーの生徒の世界を舞台とした活躍が、他の生徒に刺激となることが期待されている。
また校舎の改築が決定し、2019年4月に新校舎の供用が開始された。

## 施設
現行校舎は体育館やプールと一体化した地上5階建ての鉄筋コンクリート構造一部鉄骨構造の建物である。校門は北門と正門の2か所で、搬入口と地域開放用出入口が別にある。
- 運動場（130mトラック[1]、人工芝[6]）
- 屋外体育倉庫[1]
- 駐輪場（1・2）[1]

### 旧校舎
校地は南北約90m×東西約120mであり、面積は8,334.52m2である。電力は2014年（平成26年）現在、特定規模電気事業者（PPS）のエネットを利用している。校門は3か所あり、南側にある正門のほか東門と北門がある。
- 校舎[29]
- 特別教室棟[29]
- 運動場[29]
- 屋内運動場（体育館）[29]
- プール[29]

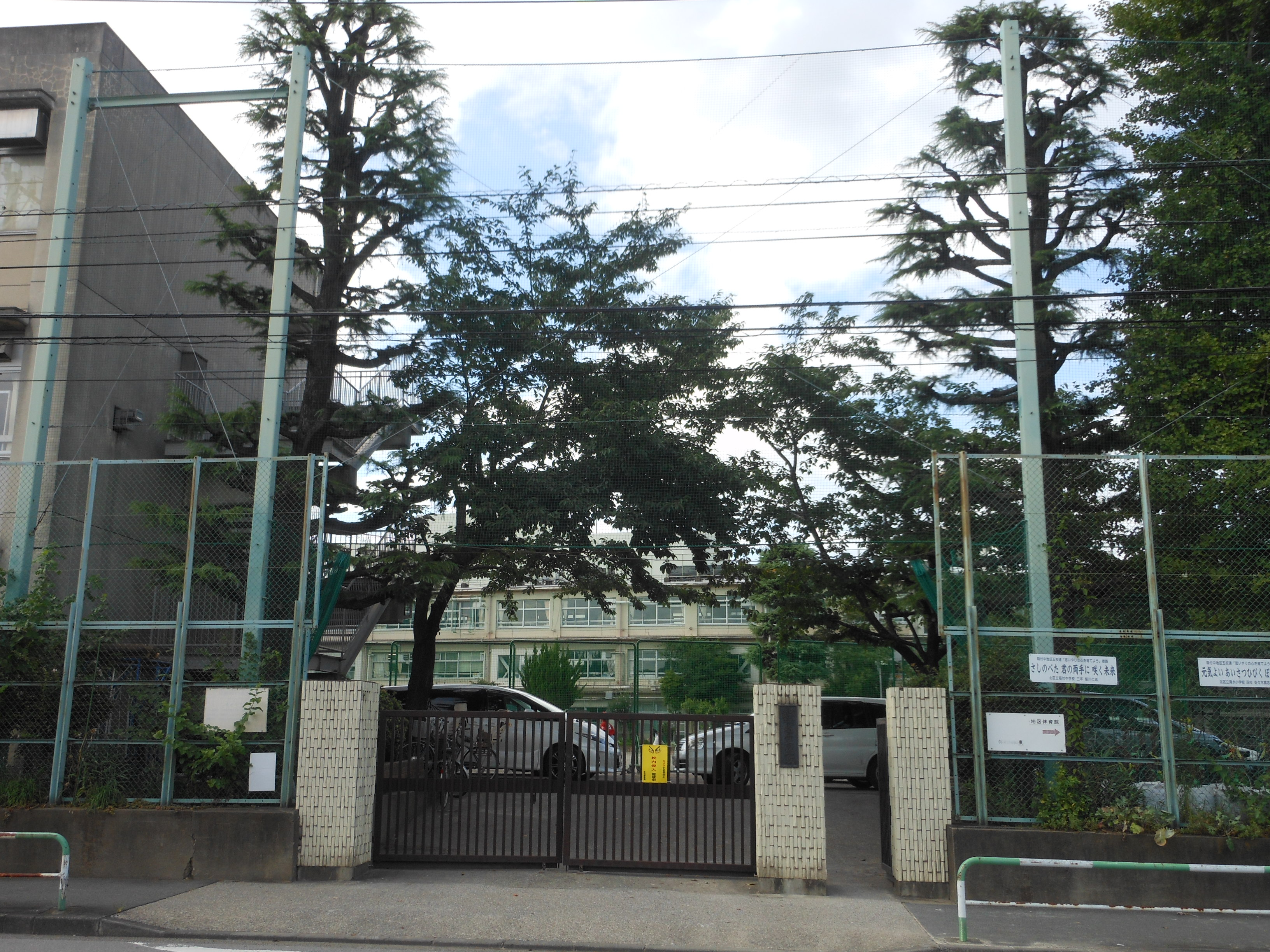
旧正門（旧鉄筋校舎）
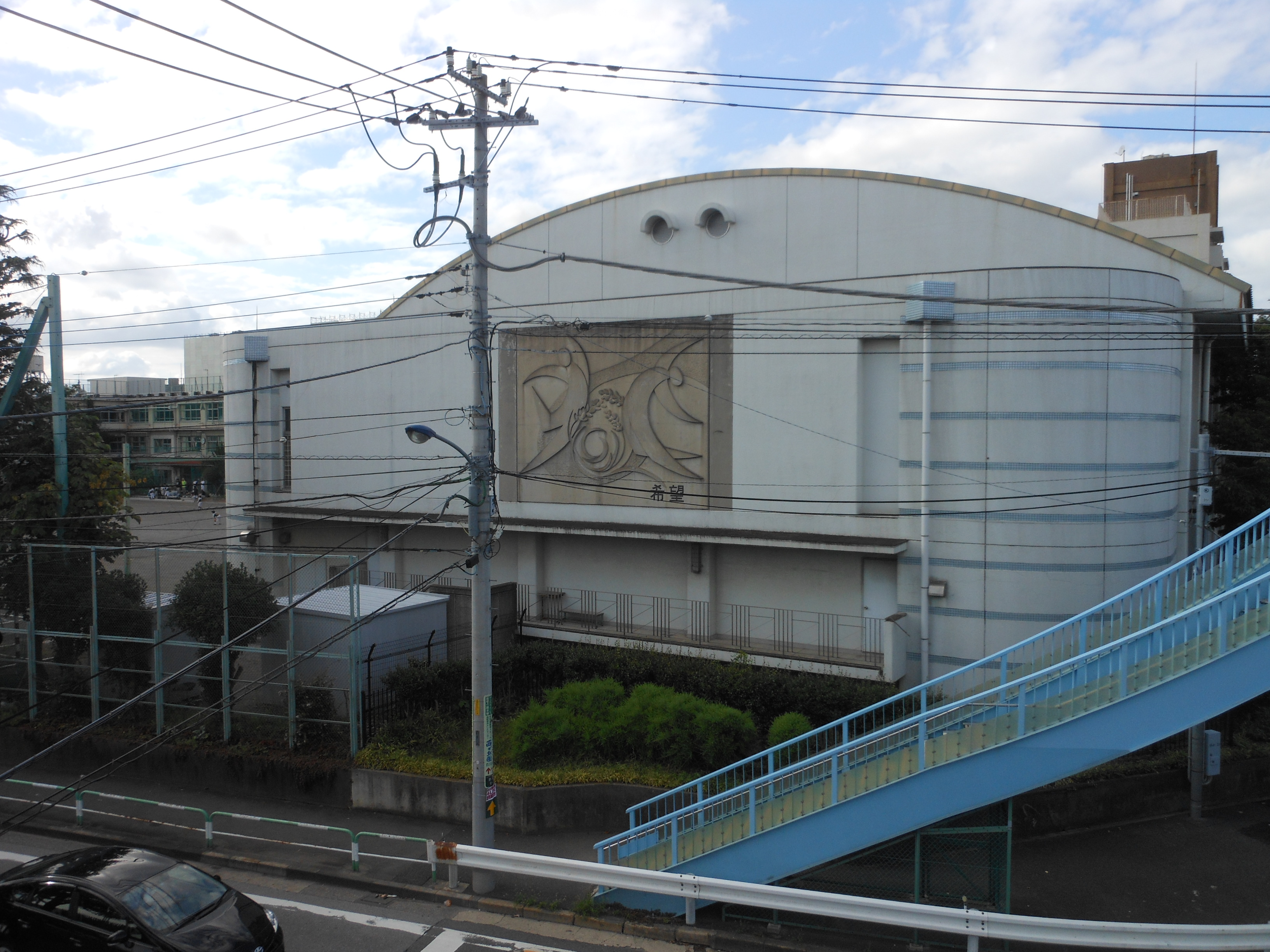
旧体育館

## 学区
同校の学区は以下のとおりである（2021年9月1日現在）。通学距離は最大でも約1.5kmとなっている。
- 赤羽西一丁目（1 - 5番、7番、15 - 28番）
- 赤羽西二丁目（全域）
- 赤羽西三丁目（全域）
- 赤羽西四丁目（1 - 23番、29 - 49番）
- 赤羽西五丁目（1、2番）
- 赤羽西六丁目（全域）
- 西が丘一丁目（全域）
- 西が丘二丁目（全域）
- 西が丘三丁目（全域）

### サブファミリー
「サブファミリー」として、学区内にある以下の区立小学校と提携している。
- 北区立稲付小学校[32]
- 北区立西が丘小学校[33]（北区立清水小学校と北区立第三岩淵小学校を統合して創立[34]）
- 北区立梅木小学校

## 部活動
部活動の種類は少ないがそれぞれの活動は盛んである。JOCエリートアカデミーに在籍する生徒は部活動には参加しない。1997年（平成9年）時点では水泳部、卓球部、コンピュータ部、出版研究部、文芸部、ボランティア部、レクリエーション部もあった。
| 運動部 - サッカー部 - ソフトテニス部 - 陸上部 - バスケットボール部 - バドミントン部 - バレーボール部（女子） - ジャグリング部 | 文化部 - 囲碁将棋部 - 家庭科部 - 技術部 - 吹奏楽部 - 数学部 - 日本文化部 - 美術部 - 5組クラブ | 同好会 - お喋り同好会 - カードゲーム同好会→来年度より部活動に昇格 |

## 主な著名人
- 梅林太朗 - レスリング選手
- 乙黒拓斗 - レスリング選手
- 鏡優翔 - レスリング選手[6][36]
- 加藤美優 - 卓球選手 [37][38]
- 小宮山典寛 - 獣医師
- 敷根崇裕 - フェンシング選手（JOCエリートアカデミー生ではない）[39]
- 須崎優衣 - レスリング選手[40][6]
- 髙嶋理紗 - フェンシング選手[6]
- 高橋海大 - レスリング選手
- 田南部夢叶 - レスリング選手[41]
- 谷岡あゆか - 卓球選手[42]
- 長﨑美柚 - 卓球選手[43]
- 南條早映 - レスリング選手
- 浜本由惟 - 卓球選手[44]
- 張本智和 - 卓球選手
- 平野美宇 - 卓球選手[38][6]
- 古市雅子 - レスリング選手
- 宮原優 - レスリング選手[42]
- 向江彩伽 - フェンシング選手
- 向田真優 - レスリング選手